# Нина Джарвис
Нина Джарвис е измислен герой от научнофантастичната поредица на USA Network 4400.
Нина (ролята е изиграна от Саманта Ферис) става директор на агенцията NTAC, във втори сезон, след отстраняването на Денис Райлънд. Райлънд се завръща временно на поста си, докато Нина се възстановява от огнестрелна рана. Нина се завръща в агенцията след оздравяването си.
По-късно Нина бива отстранена от служба и заместена от Меган Дойл.